# Wilhelm von Battlehner
Wilhelm von Battlehner (* 17. November 1906 in Wien; † 22. Januar 1992 in Deutschlandsberg) war ein österreichischer Kunstmaler.

## Leben
Wilhelm von Battlehner studierte an der Akademie der bildenden Künste Wien, bei dem Akadem. Maler C. Burges, Dresden.
Studienreisen führten ihn nach Holland, Italien und Frankreich.
Auf der Deutsch-Amerikanischen Kunstausstellung 1972/73 errang er zwei Mal den 1. Preis.
Er hatte 1970–1976 eine ständige Ausstellung auf dem „Schneefernerhaus“, Zugspitze.
1978 hatte er eine große Sommerausstellung in Hamburg (Galerie Metzner). 
Zu seinem vielseitigen Repertoire zählen besonders Landschaften (Gebirge), Tiermotive und Porträts.
| Personendaten    | Personendaten               |
| ---------------- | --------------------------- |
| NAME             | Battlehner, Wilhelm von     |
| KURZBESCHREIBUNG | österreichischer Kunstmaler |
| GEBURTSDATUM     | 17. November 1906           |
| GEBURTSORT       | Wien                        |
| STERBEDATUM      | 22. Januar 1992             |
| STERBEORT        | Deutschlandsberg            |